# Prezent ślubny
Prezent ślubny (ang. The Wedding Video) – brytyjska komedia z 2012 roku wyreżyserowana przez Nigela Cole'a. Wyprodukowana przez wytwórnię Entertainment Film Distributors.
Premiera filmu odbyła się 17 sierpnia 2012 w Wielkiej Brytanii. Zdjęcia do filmu zrealizowano w Cookham w Anglii w Wielkiej Brytanii.

## Opis fabuły
Tim (Robert Webb) ma wkrótce poślubić uroczą Saskię (Lucy Punch). Jego brat, Raif (Rufus Hound), szykuje oryginalny prezent – ślubne wideo. Spędza z narzeczoną Tima dużo czasu. Na nagraniu pojawiają się epizody, które coraz mniej pasują do filmu o szczęśliwej młodej parze.

## Obsada
Źródło: Filmweb
- Matt Berry jako Roger
- Lucy Punch jako Saskia
- Miriam Margolyes jako Patricia
- Harriet Walter jako Alex
- Robert Webb jako Tim
- Rufus Hound jako Raif
- Michelle Gomez jako kobieta planująca ślub
- Alexis Zegerman jako Kyla
- Claire King jako Gina
- Daphne Cheung jako Kym Ling